# Pablo Alborán (álbum)
Pablo Alborán é o primeiro álbum de estúdio do cantor-compositor espanhol Pablo Alborán. Foi lançando em 28 de janeiro de 2011 pela EMI Music. Conta com participações de Estrella Morente em "Desencuentro" e Diana Navarro em "Solamente Tú".

## Singles
"Solamente Tú" foi lançado como primeiro single do álbum em 14 de setembro de 2010. A canção alcançou a primeira posição da parada padrão espanhola e foi autenticada de dupla platina pela Productores de Música de España (PROMUSICAE). Manteve-se no número um durante duas semanas consecutivas A canção passou a ficar entre as dez primeiras posições por 32 semanas consecutivas, de fevereiro a setembro, incluindo 20 semanas entre as cinco primeiras. Alborán performou o single no Grammy Latino 2011 ao lado da atriz, cantora e compositora norte-ameriana Demi Lovato.
"Miedo" foi lançado como segundo single do álbum em 13 de maio de 2011. A canção atingiu um pico de número 50 na parada de singles espanhol.
"Perdóname" foi lançado como terceiro single do disco em 3 de outubro de 2011 e apresenta vocais da cantora portuguesa Carminho. A canção estreou no número sete na parada de singles espanhol na semana de lançamento e alcançou o primeiro lugar em 13 de novembro de 2011, tornando-se seu segundo trabalho a alcançar o cume.

## Faixas
| N.º | Título                                  | Duração |  |
| 1.  | "Solamente Tú"                          | 4:08    |  |
| 2.  | "Miedo"                                 | 3:44    |  |
| 3.  | "Vuelve Conmigo"                        | 3:59    |  |
| 4.  | "Caramelo"                              | 4:22    |  |
| 5.  | "Volver a Empezar"                      | 3:28    |  |
| 6.  | "Me Colé por La Puerta de Atrás"        | 3:27    |  |
| 7.  | "Desencuentro"                          | 3:57    |  |
| 8.  | "Perdóname"                             | 4:11    |  |
| 9.  | "Ladrona de Mi Piel"                    | 3:38    |  |
| 10. | "Loco de Atar"                          | 3:35    |  |
| 11. | "Desencuentro (Com Estrella Morente)"   | 3:57    |  |
| 12. | "Solamente Tú (Com Diana Navarro)"      | 4:08    |  |
| 13. | "Cuando te alejas (iTunes Bonus Track)" | 3:29    |  |

## Desempenho nas paradas musicais
| País           | Chart (2011)            | Melhor Posição |
| -------------- | ----------------------- | -------------- |
| Espanha        | Spanish Albums Chart    | 1              |
| Estados Unidos | Latin Pop Albums        | 55             |
| Estados Unidos | Latin Pop Albums        | 14             |
| México         | Mexican Albums Chart    | 50             |
| Portugal       | Portuguese Albums Chart | 1              |

### Certificações
| País / Associação    | Certificação |
| -------------------- | ------------ |
| Espanha / Promusicae | 4× Platina   |